# Le Trafiquant d'épaves
Le Trafiquant d'épaves (titre original : The Wrecker) est un roman écrit par Robert Louis Stevenson en collaboration avec son beau-fils Lloyd Osbourne, publié en 1892.

## Historique
En juin 1889, pensant retourner bientôt en Europe, les Stevenson quittent Honolulu pour une dernière croisière vers les Gilbert.

« À bord de la goélette Equator, presque en vue des îles Johnstone, par une nuit de lune où vivre était un bonheur, les auteurs avaient écouté avec amusement plusieurs histoires de vente d'épaves. Le sujet les tenta et ils allèrent s'asseoir à l'écart dans la coursive pour discuter de ce qu'on pouvait en faire... »

## Résumé
Dans les Marquises, Loudon Dodd, un Américain de Muskegon, raconte à son ami Havens ses aventures, son voyage à Paris pour étudier la sculpture où il rencontre Jim Pinkerton, comment il est mêlé à ses affaires à San Francisco et surtout l'achat aux enchères d'une épave qui va le mener dans les mers du Sud...

## Éditions en anglais
- The Wrecker, en feuilleton dans le Scribner's Magazine d'août 1891 à juillet 1892.
- The Wrecker, chez Cassel and Company à Londres et chez Scribner à New York en juin 1892.

## Traductions en français
- Le Trafiquant d'épaves, traduit par Édouard Delebecque en 1948, chez LUF et Egloff. Réédition UGE, 1977.
- Les trafiquants d'épaves, traduit par Anne-Marie Hertz en 1957 en 2 tomes aux éditions de la Bibliothèque Mondiale. Réédition en J'ai lu, 1994.
- Le Pilleur d'épaves, traduit par Marie-Anne de Kisch chez Gallimard, coll. « Bibliothèque de la Pléiade », 2005.
- Le Trafiquant d'épaves, traduit par Éric Chédaille, Phébus, 2005.

## Adaptation
The Wrecker, un épisode du western télévisé de Roy Huggin Maverick (1957), avec comme vedettes James Garner et Jack Kelly, est présenté comme tiré du roman de Robert Louis Stevenson et Lloyd Osbourne. Les frères Maverick ont acheté l'épave du Flying Scud à une vente aux enchères et tentent de découvrir pourquoi autant de personnes sont intéressées par la cargaison.